# A Skins epizódjainak listája
Itt található a Skins című televíziós sorozat epizódjainak listája.

## Évadok
| Évad | Évad | Epizód | Premier           | Finálé             |
| ---- | ---- | ------ | ----------------- | ------------------ |
|      | 1    | 9      | 2007. január 28.  | 2007. március 22.  |
|      | 2    | 10     | 2008. február 11. | 2008. április 14.  |
|      | 3    | 10     | 2009. január 22.  | 2009. március 26.  |
|      | 4    | 8      | 2010. január 28.  | 2010. március 18.  |
|      | 5    | 8      | 2011. január 27.  | 2011. március 17.  |
|      | 6    | 10     | 2012. január 26.  | 2012. március 29.  |
|      | 7    | 6      | 2013. július 1.   | 2013. augusztus 5. |

## Első évad (2007)
| # | Cím               | Az epizódra jellemző szereplő  | Első vetítés      | # Epizód |
| --- | ----------------- | ------------------------------ | ----------------- | -------- |
| 1 | „Tony”            | Tony Stonem                    | 2007. január 25.  | 1        |
| Tony egy 17 éves fiú, szép barátnője, elragadó stílusa és magabiztossága jellemzi. Általában mindenki kedveli, és a maga módján ezt viszonozza is. Ebben a részben barátján, Siden próbál segíteni, hogy a fiú elveszíthesse szüzességét tizenhetedik születésnapja előtt. A terv azonban kudarcba fullad. |                   |                                |                   |          |
| 2 | „Cassie”          | Cassie Ainsworth               | 2007. február 1.  | 2        |
| Ha a világ így sem volna elég különös, most mindezt láthatjuk Cassie szemével. Egy olyan világot, ahol az eseményeket az ételeken keresztül láthatjuk. Egy olyan világot, ahol a fiú aki tetszik neked, szerelmes a legjobb barátnődbe. Egy olyan világot, ahol a taxisofőr az egyetlen ember, akivel őszintén beszélhetsz. Cassie szürreális világa. Egy anorexiás lány, aki szerelmes Sid-be, de nem tudja kifejezni magát. Egy szanatóriumba jár, ahol az anorexiája miatt kezelik, de eredménytelenül. Mivel nem kell már több kezelésre járnia, így szabadnak érezheti magát, de Sid miatt nem teljesedhet ki. |                   |                                |                   |          |
| 3 | „Jal”             | Jal Fazer                      | 2007. február 8.  | 3        |
| Ebben a részben megismerhetjük Jalt, aki kiválóan klarinétozik. Apja egy visszavonult rapénekes, testvérei szintén zenélnek, ám a hangoskodásuk miatt Jal nem tud gyakorolni a közelgő hangversenyre. Az otthoni légkört súlyosbítja apja új barátnője, egy fiatal, popénekes. Apja egyik partiján megismer egy férfit, aki mint később kiderül a drogdíler barátja. Jal klarinétját széttöri a díler, és elveszi Sid hitelkártyáját. |                   |                                |                   |          |
| 4 | „Chris”           | Chris Miles                    | 2007. február 15. | 4        |
| Chris - aki mindig kapható egy jó bulira, és nem utasítja vissza sem a kábítószereket, sem pedig az alkoholt - másnaposan ébred. Szokásosnak indul ez a nap is, egészen addig, ameddig észre nem veszi az asztalon található borítékot, amiben ezer font lapul. Chris hamar elveri a pénzt, de nem tudja feldolgozni, hogy az anyja elhagyta őt. Miután egy hajléktalan beköltözik hozzá, és kidobja a saját lakásából, pucéran kényszerül végigmenni a városon. A megoldást egy tanári szoba jelenti, amelyet a pszichológia tanárnője intéz el neki, akivel kerülgetik egymást. |                   |                                |                   |          |
| 5 | „Sid”             | Sid Jenkins                    | 2007. február 22. | 5        |
| Sid bukásra áll történelemből. Az apja szobafogságra ítéli, ami miatt ugrik a randija Cassie-vel. Tony mégis elcsábítja egy koncertre, amit az Abigaillel adott duettje zár, minek a végén egy csók is elcsattan. Michelle szakít Tony-val, és Sid-del is összeveszik, mert azt hiszi, ő is tudja, hogy Tony megcsalja. Miután Sid-et egy csoport lány megveri az utcán, otthon szülei is elszidják, mert elszökött. Fent a szobájában Cassie várja, akivel megbeszélték, hogy átjön aznap este. Cassie kiakad, és összeveszik Sid-del, aki másnap Michell-lel találkozik, akit Tony átengedett neki. De miközben táncolnak, megjelenik, és bocsánatot kér Michell-től. Sid rosszul érzi magát, hogy a barátja átverte, de otthon megtudja, hogy az anyja is elköltözött az apja viselkedése miatt. Közben Cassie teleeszi magát, majd a Sid-től elvett vízipisztollyal pirulákat vesz be, ami miatt kórházba viszik. |                   |                                |                   |          |
| 6 | „Maxxie és Anwar” | Maxxie Oliver és Anwar Kharral | 2007. március 1.  | 6        |
| Egy oroszországi tanulmányi kirándulás során több bonyodalom is történik, kezdve azzal, hogy Maxxie és Anwar, a két legjobb barát összevesznek, mert Anwar muszlim vallása miatt úgy érzi, a homoszexualitás bűnös dolog. (Maxxie homoszexuális.) Később Tony orális szexben próbálja részesíteni Maxxie-t. Anwar megismer egy szomorú sorsú lányt, akit Siddel kiszabadít. Chris és a vendégként hívott pszichológia tanárnő kölcsönös vonzalma beteljesedik, miközben Michelle és Jal városnézésre indul. |                   |                                |                   |          |
| 7 | „Michelle”        | Michelle Richardson            | 2007. március 8.  | 7        |
| Michelle azt várja, hogy Tony mikor mondja el neki ami Maxxie és közte történt, de mivel ez nem történik meg szakít vele. Később Maxxie bevallja a pszichológia órán az igazságot. Michelle a mostohaapjával sem jön ki, ami megnehezíti az anyjával való kapcsolatát is. Elmegy Sid-hez, hogy orvosolja a bánatát, de Sid már nem akarja az egészet Cassie miatt, akit a klinikán meglátogatnak, és Michelle ott találkozik újra Abigail bátyjával Josh-sal, akivel összejön. Tony pedig Abigail-lel kavar, és képeket készít róla. Ellopatja Josh telefonját, és átrakja rá a képeket amiket Abigail-ről készített, amit aztán átküld Michelle-nek, mintha azokat Josh készítette volna. Michelle kiakad, majd megmenti az anyja házasságát Malcolm-al. A rész végén találkozik Tony-val, de mivel Tony nem képes szerelmet vallni neki, így elküldi. |                   |                                |                   |          |
| 8 | „Effy”            | Effy Stonem                    | 2007. március 15. | 8        |
| Tony-t kirekesztik a barátai, miután olyan csúnyán elbánt Michelle-el. Effy megint ellóg otthonról, hogy bulizni menjen, de a buli rossz véget ér, és Tony-t felhívják a rendőrök, mert Effy-t bevitték. Mikorra odaér, Effy már nincs ott, mert az újdonsült barátja már elvitte. Tony Effy keresésre indul, először Sid segítségével, de miután újra összevesznek, nélkülöznie kell a barátját, aki mindenhol Cassie-t látja, és üzenetet hagy neki, hogy találkozniuk kell. A kellemes találkozást Michelle telefonja szakítja félbe, aki aggódik Tony-ért, mert feltételezi, hogy Effy eltűnéséhez köze van Josh-nak, mivel a nyomok Tony-t pont oda vezették, ahol Michelle tudomása szerint Josh-ék is buliznak. Sid otthagyja Cassie-t, és a barátja segítségére siet, aki alsógatyában megy az úton túladagolt húgával a karjában. Az epizód végén Tony önmagát okolja azért, ami a húgával történt, de Sid megnyugtatja, aztán elhívja reggelizni. |                   |                                |                   |          |
| 9 | „Finálé”          | Mindenki                       | 2007. március 22. | 9        |
| Anwar nem mondja el a szüleinek, hogy Maxxie meleg, de addig a fiú sem akar elmenni Anwar születésnapjára, amíg nem tudják róla az igazságot. Cassie-ék elköltöznek, és a lány meg szeretné szakítani a kapcsolatát Sid-del, aki viszont épp most jött rá, hogy szereti a lányt, és elindul az intézetbe, hogy ezt megmondja neki. Tony hozza ki onnét, mikor betegnek nézik. Cassie közben egy levelet hagy Sid ágyán, amit Tony elvisz neki, és azt a levelet is, amit Sid Cassie-nek írt, csak otthon hagyta. Közben megismerhetjük Anwar családját, és a pszichológia tanárnő vőlegényét is, aki miatt Chris háttérbe szorul. A rész végén Effy megmondja Tony-nak, hogy nagyon elszúrta Michelle-lel a dolgokat. Tony odaadja a levelet Cassie-nek, és felhívja Michelle-t. Chris ellopja a jegygyűrűt, hogy a szerelme ne menjen hozzá ahhoz a másik férfihez, aki Anwar szülinapján vesz elégtételt emiatt, ami verekedésbe torkollik. Tony bevallja Michelle-nek, hogy szereti, és ezután elüti egy busz. A rész végén Sid énekelve végigmegy a városon egy dombig, ahol már Cassie várja. |                   |                                |                   |          |

## Második évad (2008)
| # | Cím              | Az epizódra jellemző szereplő | Első vetítés      | # Epizód |
| --- | ---------------- | ----------------------------- | ----------------- | -------- |
| 1 | „Tony és Maxxie” | Tony Stonem és Maxxie Oliver  | 2008. február 11. | 10       |
| Tony részleges amnéziában szenved a baleset után. Apja legszívesebben bezárná a házba, hogy ne kószáljon el. Anyja a fürdőszobába beépített, mozgássérülteket segítő berendezések felett kesereg. Michelle teljesen kiborul Tony állapota miatt, iszik és bulizik, hogy valahogy túlélje a látványt. Sid azon kesereg, hogy Cassie Skóciába költözött, Anwart csak a bulik érdeklik. Maxxie felkarolja Tonyt, aki azon aggódik, hogy mivel a nevét sem tudja aláírni, nem járhat iskolába. |                  |                               |                   |          |
| 2 | „Sketch”         | Sketch                        | 2008. február 18. | 11       |
| Sketch egy különleges lány, aki fogyatékos édesanyját ápolja Maxxie szomszédságában, és teljesen szerelmes a fiúba. Maxxie és Michelle egy musicalben szerepelnek, a próbákon Sketch tartja az egyik lámpát, amit majdnem Michelle fejére ejt, mikor a két főszereplő csókjelenetére kerül sor. Sketch mindent megpróbál, hogy ő kerüljön Michelle helyébe, de a tanáruk nem engedi, mondván, hogy Sketch csúnya a szerephez. Maxxie megpróbálja összehozni Sketch-et, és Anwar-t, de Sketch elrohan. Michelle elő akarja csalogatni Tony emlékeit, de nem megy nekik. Sketch bemegy Maxxie-ék házába, de Maxxie hirtelen hazatér, így Sketch az ágya alá bújik. Másnap hazamegy és azt hazudja, hogy a dráma tanár próbálkozott nála, hogy félre állítsa az útból, de Maxxie rájön, hogy Sketch járt a szobájában, és elmondja Sketch anyjának, aki eddig azt hitte, hogy járnak, és mindenre rájön. Sketch a végén az anyja gyógyszerét adja Michell-nek, aki nem tud fellépni, mert hányni kezd a szertől, Tony pedig megtalálja a WC-ben, és beszélgetni kezdenek. A rész végén Maxxie elküldi Sketch-t, aki végül Anwar-nál köt ki. |                  |                               |                   |          |
| 3 | „Sid”            | Sid Jenkins                   | 2008. február 25. | 12       |
| Sid dolgai megint nem állnak jól. Barátnője Cassie elutazott Skóciába, legjobb barátja Tony balesete miatt nem a régi, anyja és apja még mindig külön él. Ráadásul vendégségbe érkeznek a kevésbé kedvelt rokonok is. |                  |                               |                   |          |
| 4 | „Michelle”       | Michelle Richardson           | 2008. március 3.  | 13       |
| A társaság nagy része Michelle szülinapja alkalmából mennek bulizni, de Tony visszautasítja az ajánlatot. Egy mély beszélgetés után apja haláláról, Sid és Michelle egy párként távoznak. |                  |                               |                   |          |
| 5 | „Chris”          | Chris Miles                   | 2008. március 10. | 14       |
| Chris élete kissé rendeződni látszik, de végül ismét elront mindent. Teljesen kiborul, ám végül összejön Jallel. A lány teherbe esik, amiről Chris nem tud. |                  |                               |                   |          |
| 6 | „Tony”           | Tony Stonem                   | 2008. március 17. | 15       |
| Tony főiskolai meghallgatásra megy, ahol összeismerkedik egy nagyon különleges lánnyal, akinek hatására rájön, hogy sokkal több mindenre képes, mint gondolná. |                  |                               |                   |          |
| 7 | „Effy”           | Effy Stonem                   | 2008. március 24. | 16       |
| Sid és Michelle szakítottak, Effy új osztálytársnőjének, Pandorának segít beilleszkedni. A lány felajánlja Sidnek, hogy ha elkészíti a házi feladatát, elrendezi a dolgokat közte és Cassie között. |                  |                               |                   |          |
| 8 | „Jal”            | Jal Fazer                     | 2008. március 31. | 17       |
| A gyenge tanulmányi eredmények, és az érettségi közeledése miatt a társaságnak délután is az iskolában kell lennie. Maxxie bemutatja új barátját, Jal pedig terhességével küzd; nem tudja eldönteni, hogy megtartsa-e a gyermeket. Chris kórházba kerül, kiderül, hogy egy veleszületett rendellenesség miatt hajlamos az agyvérzésre, Peter, a bátyja ebben halt meg. |                  |                               |                   |          |
| 9 | „Cassie”         | Cassie Ainsworth              | 2008. április 7.  | 18       |
| Chris lábadozik műtétje után, de felépülni látszik. Az anyja meglátogatja, Cassie-vel beszél pár mondatot, de a házba végül nem megy be, így nem találkozik fiával. Később a fiú hirtelen elfelejti Jal nevét, rohamot kap, és meghal. Cassie New Yorkba menekül. |                  |                               |                   |          |
| 10 | „Finálé”         | Mindenki                      | 2008. április 14. | 19       |
| Megérkeznek az érettségi eredmények, de a társaság megegyezik abban, hogy csak a temetés után nyitják ki. Chris apja meglátogatja Sidet, és közli vele: ne jelenjenek meg a temetésen. Tony kitalálja, hogy lopják el Chris koporsóját, és rendezzék meg a saját temetésüket. Ezt meg is teszik, de mikor Jal megtudja, közli, hogy vigyék vissza. A temetést végül egy dombról nézik végig, Jal mond néhány szót, majd a végén tűzijátékot lőnek fel. Anwar, Maxxie és barátja Londonba utaznak; Jal, Michelle és Tony egyetemre mennek. Tony vesz egy repülőjegyet Sidnek New Yorkba, majd búcsút vesznek egymástól. |                  |                               |                   |          |

## Harmadik évad (2009)
| # | Cím              | Az epizódra jellemző szereplő | Első vetítés      | # Epizód |
| --- | ---------------- | ----------------------------- | ----------------- | -------- |
| 1 | „Mindenki”       | Mindenki                      | 2009. január 22.  | 20       |
| Az epizódban megismerhetjük az új szereplőket, és átélhetjük az első napjukat a Roundview Collegeban. Effy nagy kihívás elé állítja a trió tagjait (Cook, JJ, Freddie): aki az általa összeállított iskolai szabályokat áthágó lista minden pontját teljesíti, "jobban megismerheti" őt. Közben megismerhetjük a domináns ikret, Katiet, és a csendes visszafogottabb Emilyt. Pandora csak arra tud gondolni, hogy miként veszítse el a szüzességét, Naominak pedig már aznap szembe kell néznie egy régi szóbeszéddel a szexuális beállítottságáról amit Katie terjesztett el. Cook teljesíti Effy kihívását, és lefekszik vele a nővér irodájában. |                  |                               |                   |          |
| 2 | „Cook”           | James Cook                    | 2009. január 29.  | 21       |
| A srácok Cook 17. születésnapját ünneplik Cook kedvenc sörözőjében, de hamar ráunnak a kocsmai hangulatra. Freddiet felhívja nővére, Karen, drogot próbál szerezni és elmondja neki hogy ma van a legjobb barátnője, Kayleigh eljegyzési partyja. Cook ezt égi jelnek veszi és elmennek a buliba. Cook egy kisebb összetűzésbe kerül Kayleigh apjával, a gengszter Johnny White-al, és az este hamar dulakodásba fullad. A banda menekülni kényszerül. Freddie közli Cookkal, hogy ráunt a hülyeségeire. Cook és JJ továbbállnak egy bordélyházba, ahol JJ szüzessége elvesztése helyett egy csókot kér a prostituálttól. Eközben Cook meghallja Johnny White hangját egy másik szobából, átmegy, és egyből nekiront a gengszternek. Csak akkor jön rá mit is tett, mikor Johnny azt mondja: „Ha legközelebb látlak, halott leszel.” Cook hajnalban elmegy Freddiehez és kibékülnek. |                  |                               |                   |          |
| 3 | „Thomas”         | Thomas Tomone                 | 2009. február 5.  | 22       |
| Thomas egyedül érkezik Angliába Kongóból. A családja párnapon belül csatlakozna hozzá, így lakást és munkát kell találnia. Talál egy elhagyott lakást, de a lakás tulajdonosa Johnny White és Johnny nem engedi ingyen ott élni. Később találkozik Pandorával és Effyvel egy megállóban, majd az ő iskolájukban talál munkát. Pandora felkarolja Thomast és elviszi teázni a nagynénjéhez, akiről kiderül hogy a tudta nélkül füvet termeszt. Ez egy jó pénz kereseti lehetőség Thomasnak és a srácok segítségével egy bulin jó sok pénzt szednek össze, ám a bulin Johhny White is terjesztett és most bosszút akar állni. Csípős paprika evő versenyben viszont Thomas felülkerekedik Johnny-n, majd bulit csapnak Thomas lakásán. Thomas édesanyja hirtelen megjelenik és haza parancsolja Thomast Kongóba. Pandora lelkileg összetörik, hiszen egymásba szerettek a sráccal. |                  |                               |                   |          |
| 4 | „Pandora”        | Pandora Moon                  | 2009. február 12. | 23       |
| Effy apja rájön, hogy a feleségének viszonya van, majd mérgesen reagálva rá elhagyja a családját. Effy depressziós lesz, de csak Pandorának mutatja ki valódi érzelmeit. Miután Pandora elveszítette első és egyetlen pasiját, ezért pizsama partit szervez a lakásán csak lányoknak. Pandora tudta nélkül Katie drogot szór a süteménybe, mellyel egy másik szintre emeli a parti hangulatát. Effy tud róla, de nem szól Pandorának és a szigorú felfogású édesanyjának Angela-nak, aki boldogan megeszi azokat. Pandora akkor jön rá, amikor meglátja, hogy édesanyja kedélyállapota kezd lassan bizarrá válni, majd elbarikádozza magát a WC-be, összeveszik Effyvel, majd Thomas Kongói visszatérése miatt kezd el sírni. Cook belopódzik a partira JJ nélkül, aki vonakodik ettől, miután Freddie figyelmeztette. Cook lefekszik Effyvel Angéla hálószobájának a szekrényében. Miközben az aktus történik, átesnek a szekrény másik oldalára, a szomszéd szobájába. Ott találnak egy DVD-t, melyen Angela lefekszik az idős szomszéddal. JJ bemegy a házba, hogy kihozza Cookot és szemtanúja lesz, amikor Emily és Naomi megcsókolják egymást az előszobában. Katie focis barátja és a haverjai megjelennek Pandora házánál, majd hamarosan a parti teljesen kiesik az irányítása alól. Katie is meglátja, miközben Naomi és Emily csókolóznak, ezúttal a kastélyszerű ugrálókában. Freddie megérkezik, hogy kivigye JJ-t, majd összetűzésbe keveredik Effyvel. Az éjszaka vége felé Cook Twistereset játszik Pandorával. A romantikus légkörben Cook és Pandora lefekszenek egymással. Reggel Effy épp időben érkezik, hogy lássa amint Cook és Pandora csókkal elköszönnek egymástól. Megsebezve Effy vitába száll Pandorával, aki szerint Cook nem az akit Effy akar. Az epizód végén Thomas visszatér Kongóból, mely újabb problémákat szül Pandora számára, aki zokogva a karjaiba hull. |                  |                               |                   |          |
| 5 | „Freddie”        | Freddie Mclair                | 2009. február. 19 | 24       |
| Freddie a család fekete báránya, akinek úgy tűnik mintha hiányozna valami az életéből. A nővérének viszont van célja - bekerült egy ki mit tud TV-s verseny döntőjébe, amelyben a Da Sexxbombz kitalált női együttesébe keresnek új tagot. Freddie viszont semmibe veszi a lány vágyát, hogy egyszer híresség váljon belőle, de ez érzelmileg elválasztja a lányt és az apjukat tőle, Leo pedig felhasználja a gyerekei halott édesanyjának emlékét úgy, hogy a kamerák előtt mindent úgy mutat be, mintha rendben mennének a dolgok, ezáltal növelve lánya esélyeit a döntőben. Szemet huny a dolgok felett. Az apja többre tartja Karent Freddienél, mitöbb Freddie fészerét egy stúdióvá alakítja, ahol a lánya gyakorolni tud a döntőre. Ráadásul még ott van Cook is, akinek nemtörődömsége egyre csak nő, amelyet már nagyon nehéz elviselnie Freddienek. Mikor Effy megjelenik Freddie fészerénél, a fiú nem tudja, hogy mit tegyen. Van köztük valami kapcsolat, ahogy mindig, de mikor megérkezik JJ és Cook ez a kapcsolat szertefoszlik. Cook megmondja Effynek, hogyha nem akar dugni vele, akkor tűnjön el a fészerből, Freddie pedig nem tud mást tenni mint tétlenül állni és nézni az eseményeket. Freddie érzi, hogy ő és a családtagjai, valamint ő és a barátai között nincs valami rendben, ráadásul a szívében is csak ürességet érez. Karen 15 szavazattal elveszíti a döntőt; sőt még Freddie is feltűnik, hogy támogassa testvérét. Cook és JJ elmennek a McClair házba, Cook bevallja, hogy ő szedte rá az egész kocsmát, hogy szavazzanak a lány ellen bosszúból a fészer elvétele miatt. Freddie rátámad Cookra azzal vádolva, hogy egy önző alak, de Cook nem támad vissza, helyette megcsókolja Freddie-t mielőtt mérgesen távozna, de még távozás előtt a családi fotót összetöri. JJ pedig szófogadóan követi. Később Freddie elmegy Effyhez, mert úgy gondolja, hogy most ő hozzá fordulhatna segítségért, azonban Cook ott van Effy hálószobájában, így Freddie mérgesen távozik. |                  |                               |                   |          |
| 6 | „Naomi”          | Naomi Campbell                | 2009. február 26. | 25       |
| Egy kis bátorítás után Naomi részt vesz az elnökválasztási versenyben, ahol Cook lesz az ellenfele, hogy eldőljön ki lesz az iskola elnöke. Habár ez Naomi számára érzelmi áldozatot követel. Miután Kieron megpróbálja lesmárolni, Emily-vel elmenekülnek egy vidéki helyre. Egy tó partnál pedig intim kapcsolatba kerülnek egymással, majd szerelmeskednek. Másnap reggel Naomi váratlanul lelép, hátrahagyva a lelkileg letört Emily-t. Emily viszont könyörög neki, hogy fogadja el az érzéseit és ne fusson el előlük, de Naomi mit sem törődve ezzel folytatja útját hazafelé. Naomi leleplezi a tanárok cselszövését, és így a jogos nyertes Cook lesz, aki lázadást szít az iskolában. Naomi megadja magát Cook csábításának, de Naomi időközben meggondolja magát és azt mondja Cooknak, hogy ez így nem helyes, amit Cook meglepő módon elfogad. Majd otthagyja Cookot. Aznap éjjel elmegy Emily-ékhez, de a lány nem nyit neki ajtót, hanem csak sír. Naomi tudatja Emily-vel, hogy szüksége van rá, csak vele tud boldog lenni. Emily elfogadja, hogy több időre van szükségük, hogy megértsék az érzéseiket, majd kinyújtja a kezét Naominak, aki végül viszonozza érzéseit a lány felé. |                  |                               |                   |          |
| 7 | „JJ”             | Jonah Jeremiah Jones          | 2009. március 5.  | 26       |
| JJ elmegy a pszichológusához, mert elveszettnek és zavarodottnak érzi magát a barátai miatt. Az orvosa gyógyszert ír fel neki, mellyel az Asperger szindrómáját tudja csillapítani. Rájön, hogy Emily ugyanabba a kórházba jár, mint ő. Az együtt töltött idő alatt Emily lenyugtatja JJ-t, majd bevallja neki, hogy ő leszbikus. Emily felajánlja neki, hogy segít megoldani a problémáit. JJ és Emily elmennek Freddie-hez, majd ott tanúi lesznek Katie és Freddie együttlétének. Mindeközben JJ véletlenül elkotyogja, hogy Emily leszbikus. Ezután JJ elmegy Effy-hez, majd megkéri, hogy hagyja abba Freddie és Cook molesztálását, aztán JJ elmegy Cook-hoz is, ahol rájön, hogy Pandora szexuális kapcsolatot folytat vele. Később a banda elmegy egy koncertre, ahol Cook-ot megveri néhány bulizó fiatal. A káosz kirobbanása előtt Effy és Naomi beszélgetnek, ahol Effy elmondja neki, hogy tud az Emily-vel folytatott kapcsolatukról. Cook beveszi JJ piruláit, melytől az igazat kezdi mondani. Aztán bevallja, hogy elvette Panda szüzességét, amit Thomas is meghall. JJ meghívja a feldúlt Emily-t a házukba, aki nem akar hazamenni és szembenézni Katie-vel. Másnap reggel együtt alszanak, majd Emily azt mondja JJ-nek, hogy ez "Egy egyszeri jótékonysági alkalom". |                  |                               |                   |          |
| 8 | „Effy”           | Effy Stonem                   | 2009. március 12. | 27       |
| Effy elveszíti vezetői pozícióját a bandában és helyét átveszi Katie, ráadásul az édesanyja is teljesen depresszióssá válik. Mindennek tetejébe Cook sem a régi már, és Effy már nem biztos az iránta táplált érzéseiben. Katie pedig minden lehetőséget megragad, hogy megmutassa most már ő a legnépszerűbb a csapatban és Freddie most már csakis az övé. Katie meghívja Effy-t egy partiba az erdőbe néhány kitétellel: hogy Effy vezessen és hogy Cook-ot ne vigye magával. Útjuk során a banda egy benzinkútnál összefut egy orvvadász csoporttal, akik szándékosan rájuk ijjesztenek. Freddie-nek sikerül enyhíteni egy kicsit a hangulatot, mire megérkeznek az erdőbe, ahol lepihennek ezután. Effy talál néhány varázsgombát, melyet megoszt a többiekkel is. Katie irigykedik rá, mert újra ő kerül a középpontba. Mialatt a banda el van szállva a varázsgombától megjelenik Cook, aki csatlakozni szeretne a partihoz. A csapat egyhangúlag úgy dönt, hogy menjen el, Cook pedig elmondja Thomasnak, hogy többször is lefeküdt Pandora-val és hogy Effy Freddie-t szereti. Katie elmegy sétálni, Effy pedig teljesen megzuhan és elfut, miután megtudta mit tett Panda. Az erdőben összetalálkozik Katie-vel és vitatkozni, majd verekedni kezdenek. Katie a földhöz szorítja Effy-t majd ütni kezdi az arcát és leköpi. Nem sokkal később Effy felülkerekedik majd önvédelemből leüti egy kődarabbal Katie-t és ilyedtében (plusz a gomba hatása miatt) otthagyja eszméletlenül. Másnap reggel a banda elkezdi keresni Katie-t, de hosszas keresgélés után úgy döntenek, hogy visszatérnek Bristolba. Másnap egy keresőcsapat megtalálja Katie-t, aki életben van, de a fejét 9 öltéssel kellett összevarrni. A banda ezután Effy-t nagyban kerüli amiért ezt tette Katie-vel. Az epizód végén pedig Cook és Effy együtt menekülnek el Bristolból egy lopott kocsival, maguk mögött hagyva a banda többi tagját. |                  |                               |                   |          |
| 9 | „Katie és Emily” | Katie Fitch és Emily Fitch    | 2009. március 19. | 28       |
| Katie nem akar iskolába menni, ezért Emily veszi át a helyét és eljátssza a nővére szerepét, mintha ő lenne Katie és megírja a vizsgáit helyette. A folyosón Naomi tájékoztatja, hogy a nyarat Cipruson fogja tölteni teljesen egyedül. Mikor Emily elmondja Naominak, hogy hiányzik neki, Naomi visszafordul és megcsókolja Emily-t. Sietősen távoznak Naomiékhoz, ahol lefeküdnek egymással. Emily megkéri Naomi-t hogy menjen el vele az iskolabálba, de Naomi visszautasítja, aki még mindig össze van zavarodva a szexuális beállítottságát illetően, ezért viszont Emily megharagszik, mondván ő nem egy "kísérleti nyúl". Hazaérkezve Emily elmondja, hogy ő a lányokat kedveli. Az édesapja ezt viccnek fogja fel és elkezd nevetni, édesanyja pedig szótlanul ül, Katie pedig nem segít megértetni testvérét a szüleivel. Az ikrek összevesznek és Katie sírva fakad. Másnap reggel kibékülnek és Emily vonakodva elfogadja, hogy Katie-vel együtt menjenek el a bálba. Mindeközben az ikrek édesanyja találkozik Naomi-val, aki elment hozzájuk, hogy Emily-vel találkozzon. Figyelmezteti Naomi-t, hogy Emily-t hagyja békén, ezzel megtagadva lánya szexuális nézetét. Vásárlás közben az ikrek összefutnak Freddie-vel és JJ-vel. Freddie véletlenül elmondja Katie-nek, hogy JJ lefeküdt Emilyvel. Katie-t ez váratlanul éri és újabb vitához vezet az ikrek közt. Büntetésből (amiért Effy leütötte Katie-t) Katie ráveszi Freddie-t, hogy menjen el vele a bálba, Emily pedig JJ-vel menjen. Ezek után Katie Emily-nek kiadva magát felhívja Naomit, hogy találkozni szeretne vele, majd a találkán mindent felfed előtte a testvére és JJ közötti kapcsolatról. Naomi váratlanul megérkezik a bálra. Katie dühében elkezd verekedni Naomi-val az egyik osztályteremben, ahol Katie beismeri, hogy csak egymás ellen akarta fordítani a testvérét és Naomi-t. Emily ezt véletlenül meghallja és egy óriási verekedésben felülkerekedik nővérén első alkalommal. Habár, amikor meg tudná ütni nővérét visszakozik és felsegíti. Az egész suli előtt Emily bevallja, hogy szeretni fogja nővérét mindig, de nem tud semmit se tenni a szexualitása ellen, és hogy Naomi-ba szerelmes. Katie végül beletörődik testvére szexuális beállítottságába, és elfogadja, hogy ő is egy egyéniség és Naomi-t szereti. Az epizód végén kézen fogva kisétálnak a bálról és Naomi is bevallja Emily-nek, hogy szerelmes belé. Thomas pedig végre kibékül Pandorával és újrakezdenek mindent. |                  |                               |                   |          |
| 10 | „Finálé”         | Effy, Cook és Freddie         | 2009. március 26. | 29       |
| Cook és Effy önszántukból száműzetik magukat a bandából; és elmennek Cook apjához. Effy el akar menekülni mindenki elől, akiket addig ismert. Cook is lassan kezd leszokni a szexuális kapcsolatról Effy-vel és kezdi elveszíteni a belé vetett szerelmet is. Bristolban mindeközben JJ Freddie fejéhez vágja a dolgokat, hogy mennyire magába fordult mióta elment Effy és Cook. Freddie teljesen összeomlott Cook (legjobb barátja) és Effy (szerelme) elvesztésétől. Cook apja nem sajnálva idejét profitot szeretne nyerni fia megérkezéséből ezért benevezi fiát a városka akadályversenyébe és fogadást tesz rá, ha ők nyernek akkor a kocsmai tartozásait nem kell visszafizetnie, ha viszont nem ők nyernek, akkor elveszít mindent. Cook elfogadja az ajánlatot, ezzel kedveskedve édesapjának, anélkül hogy figyelembe venné milyen következményei vannak a verseny elvesztésének. Effy felhívja Freddie-t majd JJ ráveszi Freddie-t, hogy azonnal cselekedniük kell. Cook magyarázatot követel, mikor megérkeznek Freddie-ék, és fogadást kötnek, hogy aki megnyeri a versenyt azé lesz Effy is. Cook belekönyököl Freddie-be a verseny felénél, aki így kiesik. Azonban a versenyt JJ nyeri. JJ ezután összeülteti Freddie-t, Cook-ot és Effy-t, hogy végérvényesen eldöntse a lány, hogy kit is szeret valójában. Miután Effy Freddie-t választja, Cook úgy dönt, hogy elmegy és leissza magát ameddig csak bírja. Az éjszakát Freddie és Effy kettesben töltik. Cook apja el akarja hagyni a városkát és elmondja fiának, hogy őt tulajdonképpen sohasem érdekelte Cook sorsa. Majdnem megöli Cook-ot, de feltűnik Freddie és megmenti barátját. Ezután megbeszélik a problémáikat egymással. Nem sokkal később Effy és JJ is feltűnik, majd elmenekülnek Cook apjának hajójával. Cook apja még mindig a hajón van, aki miután feleszmélt elkezdi ordítani "Én vagyok Cook!", erre Cook dühös lesz rá, mivel ő az igazi Cook és ahogy az apja őt semmibe nézte, így ő is így tesz, majd belelöki a vízbe. Végül pedig Freddie és Cook kibékülnek, majd Freddie az epizód végén felteszi a kérdést "Mihez kezdünk most?". Ezzel véget ér a 3. évad. |                  |                               |                   |          |

## Negyedik évad (2010)
| # | Cím        | Az epizódra jellemző szereplő | Első vetítés      | # Epizód |
| --- | ---------- | ----------------------------- | ----------------- | -------- |
| 1 | „Thomas”   | Thomas Tomone                 | 2010. január 28.  | 30       |
| A csapat Thomas egyik buliján ünnepel, ahol egy lány drogok hatására öngyilkos lesz. A rendőrök először a klubtulajdonost és Thomast, majd az iskolából a diákokat hallgatja ki a haláleset kapcsán. Emily nem érti, hogy miért felelős valaki is a lány haláláért, de a csapat többi tagja nyugtalan emiatt. Effy és Freddie szakítanak, mire Effy eltűnik és kihagyja első napját az iskolában. Thomas találkozik egy lánnyal a templomban, akivel megcsalja Pandorát. Később elmondja neki. Thomas egy kocsmában iszogat, amikor meglátja Cookot és Naomit. Nekiront Cooknak, hogy ő adta a lánynak a drogot. Naomi magára vállalja, hogy bár nem ismerte személyesen a lányt, de ő adta el neki a drogot. Megkéri Thomast, hogy Emilynek ezt ne említse. Thomas meglátogatja Pandorát, és megkéri, hogy fogadja vissza őt, azonban Pandora elutasítja. Az epizód végén Effy Pandoráéknál van, és feltételezhető, hogy Pandora tudta, hogy hol volt Effy eddig. |            |                               |                   |          |
| 2 | „Emily”    | Emily Fitch                   | 2010. február 4.  | 31       |
| Naomi tagadja a rendőrség előtt, hogy ismerné Sophia-t, de Emily gyanakodni kezd rá. Naomi elárulja, hogy ő adta el a drogokat neki. Emily meglátogatja Sophia családját és rájön, hogy a lány meleg és ismerte Naomi-t. Emily újra nekiáll Naominak, de a lány tagadja, hogy lefeküdt volna vele. Megtalálják Sophia szekrényét, mely szentélyként szolgált Naomi részére. Emily összeveszik a családjával a mássága miatt, ezért elköltözik Naomihoz. Egy házibuliban Cook leüt egy srácot, mikor meglátja Freddie-t és Effy-t csókolózni. Emily felkeresi Sophia fivérét Matt-et, aki egy dobozt visz neki a Klubba, ahol a haláleset történt. Naomi könyörög Emily-nek, hogy ne nyissa ki a dobozt. A lány kinyitja és benne egy képregényt talál, melyben Sophia elmeséli hogyan kerültek össze Naomival és azt is, hogy mennyire megértették egymást. Kiderül, hogy Sophia szerelmes volt Naomiba, de összetörte a szívét, amikor Emily-vel folytatta tovább a kapcsolatát. Az epizód végén Emily visszatér Naomi házába. |            |                               |                   |          |
| 3 | „Cook”     | James Cook                    | 2010. február 11. | 32       |
| Cook börtönbe került a házibuliban megvert Shanky Jenkinson miatt. Duncan - Cook ügyvédje - azt javasolja neki vallja be bűnösségét, de Cook nem vallja magát bűnösnek. Egy elektromos nyomkövetőt kap, majd az édesanyjához Ruth-hoz -aki egy amatőr festőművész - rendelik ki háziőrizetbe. Otthon Cook találkozik az öccsével Paddy-vel, aki rajong a bátyjáért, de összeütközésbe kerül alkoholista édesanyjukkal. Amikor Cook a suliban felvágóskodik, kirúgják, mert úgy gondolja az igazgató, hogy bűnöző vált belőle és rontja az iskola hírnevét. Meglátogatja Naomi-t, aki szerint fel kell vállalniuk bűnösségüket Sophia ügyében. Duncan elmondja Cook-nak, hogy nincs más választása és azt, hogy fel kéne már nőnie. Cook visszavág azzal, hogy ő meg egy szemétre való ügyvéd és feldúlja az irodáját. Cook ezután elmegy megnézni az anyukája egyik kiállítását és rájön, hogy lefeküdt Freddie-vel, de Freddie azt mondja neki, hogy csak orálisan elégítette ki. Cook összevesz az édesanyjával, majd Paddy-vel együtt elviszik Ruth kocsiját, és összetörik. Cook felismeri önmagát, amikor meglátja Paddy viselkedését. Ezután elmegy Naomihoz és beszélgetnek arról, hogy mindketten szeretnek valakit. Elmondja a rendőröknek, hogy ő adta el Sophia-nak a drogot - ezzel megvédve Naomit a bebörtönzéstől. Végül Cook a tárgyaláson bűnösnek vallja magát és bebörtönzik. |            |                               |                   |          |
| 4 | „Katie”    | Katie Fitch                   | 2010. február 18. | 33       |
| Katie esküvőszervezőként dolgozik az édesanyja mellett. A jelenlegi ügyfelük Brandy. Katie meglátogatja az orvosát, mert azt gondolja terhes, de kiderül, hogy korai menopauzája van, amitől terméketlen lesz egész életében. A családja csődbe kerül, miután az édesapja elveszíti a fitnesztermüket. Katie elmegy Brandy leánybúcsújára, de egy verekedés után őt és az édesanyját is kirúgják. A házukat is elveszítik és kénytelenek lesznek Naomihoz költözni, aki fedelet ad a fejük felé. Emily viszont ezt nem nézi jó szemmel. Egy kerti partin Emily bedrogozik és berúgik, majd egy vadidegen lánnyal kezd ki, melynek következtében Naomi bevallja, hogy lefeküdt Sophia-val és eladta neki a drogot. Katie éppen fürdik, amikor Thomas benyit, de a fiú véletlenül bentragad vele a fürdőszobában. Megcsókolják egymást, de Katie elmondja neki, hogy nem lehet gyereke. Megegyeznek abban, hogy jóbarátok lesznek. Katie megvígasztalja Emily-t. Az epizód végén a család visszatér az immáron üres lakásba, és új életet kezdenek. |            |                               |                   |          |
| 5 | „Freddie”  | Freddie Mclair                | 2010. február 25. | 34       |
| Freddie és Effy hedonista életmódot élnek a Stonem házban, amíg Anthea nincs otthon. Freddie tanulmányi átlagai romlanak és amikor elmondja ezt Effy-nek, összevesznek és otthagyja a lányt. Mire visszatér, látja, hogy Effy halálról szóló újságcikkeket ragasztott a hálószoba falára. Freddie kezdi megkérdőjelezni Effy épelméjűségét. Elmegy a nagyapjához Norman-hez, és elhatározza, hogy nem véti ugyanazt a hibát Effy-vel, mint ahogy a nagyapja tette a halott nagymamájával. Freddie elviszi Effy-t otthonról, hogy jobb kedvre derítse a lányt, de Effy megijed. Hazafelé Freddie véletlenül egy utcai fesztiválba hajt a kölcsönzött riksával, ahol Effy pánikba esik. Katie talál a lányra, majd Freddie-vel elviszik Norman-hez, aki meggyőzi Freddie-t, hogy Effy-nek kezelésre van szüksége. Eközben Katie berohan a szobába, és közli, hogy Effy bezárta magát a fürdőszobába. Freddie felismerve a bajt azonnal a fürdőszobához fut és betöri az ajtaját, majd meglátja Effy véres csuklóját. Amikor Freddie elmegy Effy-hez a kórházba a lány elzavarja. Az epizód végén Freddie elégeti az újságcikkeket, majd Cook hirtelen megjelenik, - aki úgy tűnik megszökött a börtönből - és meggyőzi, hogy ne mondjon le Effy-ről. |            |                               |                   |          |
| 6 | „JJ”       | Jonah Jeremiah Jones          | 2010. március 4.  | 35       |
| JJ szerelmes lesz Lara Lloyd-ba, egy édességbolt egyik alkalmazottjába, de fél meghívni randizni. Thomas ráveszi JJ-t, hogy hívja meg a lányt, a lány pedig elfogadja a meghívását. JJ elmegy Larához és rájön, hogy a lány egy egyedülálló anyuka, aki a kisbabájával él együtt. Lara exbarátja, Liam, bemegy és megfenyegeti JJ-t, hogy hagyja békén Larát és a gyereküket. A randevú katasztrofálisan végződik és Lara otthagyja JJ-t. JJ utána megy, majd lefeküdnek Larával. Ezután JJ hazamegy, de az anyukája a pszichiátriai klinikára viszi. JJ bemutatja Larát Naomi-nak és Emily-nek. Emily elmondja JJ-nek, hogy Lara csak kihasználja őt, azért, hogy az exével lehessen újra együtt. JJ családja úgy gondolja Lara egy kurva, ezért sértődötten otthagyja őket a lány. JJ mérges lesz és megüti Liam-ot, aki elmondja JJ-nek, hogy szereti a gyerekét és megkéri JJ-t, hogy vigyázzon Larára. Az epizód végén JJ szerenádot ad elő Lara ablaka előtt, így szerezve vissza a lány kegyeit. |            |                               |                   |          |
| 7 | „Effy”     | Effy Stonem                   | 2010. március 11. | 36       |
| Effy a pszichiátrián van, de Anthea és a tanácsadója John Foster segítségével hamarosan megerősödik és hazatér. Az élete mostantól napi rutinokból és önkontrollból áll. Anthea teljesen kitakarítja a szobáját, így Effy régi árnyékából semmi sem maradt meg. A lány boldognak, tisztának és reménytelinek tűnik. Azonban Anthea és Freddie aggódnak a tanácsadó által alkalmazott eljárások miatt, amikor Effy hirtelen elveszíti saját személyiségét, és a barátait sem ismeri már fel. Teljesen összeomlik, amikor Cook-kal elhaladnak Tony balesetének helyszínénél, majd visszatér a kórházba. Effy izgatottan várja Foster érkezését, de Freddie megfenyegeti, hogy hagyja békén a lányt. Ezután Foster meghívja Freddie-t az otthonába, ahol elmondja Freddie-nek, hogy beleszeretett ő is a lányba. Azonban, amikor Freddie távozni akar, észreveszi, hogy az ajtó be van zárva. Ezután Foster felveszi a baseballütőjét és brutálisan agyonveri Freddie-t. |            |                               |                   |          |
| 8 | „Everyone” | Mindenki                      | 2010. március 18. | 37       |
| Karen és Cook aggódnak Freddie hollétével kapcsolatban. Karen odaadja Freddie naplóját Cook-nak, amelyben Freddie leírta, hogy John Foster bántani akarja Effy-t. A rendőrség megrohamozza Naomi házát, miután Cook egyéjszakás kalandjából az egyik lány beárulja a hollétét. Cook sikeresen elmenekül, és Freddie fészerébe megy, ahol találkozik Effy-vel. A banda többi része is odamegy és születésnapi partit tartanak Freddie számára. Naomi bevallja, hogy szerelmes Emily-be, aki megcsókolja a lányt. Cook kimegy pisilni, miközben egy alakot vesz észre, aki figyeli Freddie-ék házát, feltehetőleg John Foster az. Thomas és Pandora is csókolóznak. Cook betör John pincéjébe, ahol megtalálja Freddie véres ruháit. Foster hamarosan megérkezik a baseballütőjével, majd hasba üti vele Cook-ot, és azt mondja, hogy ő egy senki. Cook feláll, nevet és bevallja, hogy ő egy bűnöző, akinek már ígyis mindegy. Ezután elmondja Foster-nek, hogy tudja hogy ő ölte meg a barátját. Az epizód végén hirtelen felemeli a kezét és ütni készül Foster-re, majd a kép elsötétül, ezzel lezáratlanul hagyva mindkettejük sorsát. |            |                               |                   |          |

## Ötödik évad (2011)
| # | Cím        | Az epizódra jellemző szereplő | Első vetítés      | # Epizód |
| --- | ---------- | ----------------------------- | ----------------- | -------- |
| 1 | „Franky”   | Franky Fitzgerald             | 2011. január 27.  | 38       |
| Franky első napjait kezdi a Roundview-ban, és elhatározza, hogy új barátokat keres magának. A dolgok egész jól alakulnak, mígnem az iskola méhkirálynőjének Mininek a pozícióját nem veszélyezteti. Nem felel meg Mini elvárásainak, ezért kiközösítik. Franky találkozik Matty-vel, aki megértő vele és erőt ad neki, hogy szembenézzen Minivel. Grace csodálja Franky bátorságát és egy új banda alakul ki Franky, Grace, Alo és Rich barátságával. Franky végül barátokra talál, de ezzel Mini-t még jobban magára haragítja, mellyel egy hatalmi harc veszi kezdetét.                                                                           |            |                               |                   |          |
| 2 | „Rich”     | Rich Hardbeck                 | 2011. február 3.  | 39       |
| Rich életét a lányok helyett sokkal inkább az extrém zenék határozzák meg. De amikor Alo megtalálja számára a tökéletes nőt, rákényszerül, hogy igénybe vegye Grace lányokról szerzett ismereteit. Grace a metál zenén keresztül próbál azonosulni Rich világával, de a fiú úgy véli, hogy egy átlagos lány nem értheti őt meg. Végül Rich kompromisszumot köt a lánnyal és beengedi a világába, nem is sejtve, hogy ezzel mit indított el kettejük kapcsolatában... |            |                               |                   |          |
| 3 | „Mini”     | Mini McGuinness               | 2011. február 10. | 40       |
| Mini veszélyeztetve érzi magát mikor Grace magával viszi Frankyt az egyik jótékonysági divatbemutatójára, ezért mindkettőjüknek távozniuk kell. Mini kapcsolata Nick-el nem olyan fényes, mint amilyennek tűnik a kívülállók számára. Miközben Mini igyekszik visszaszerezni az irányítást Liv olyan életet kezd el élni, ami a köztük lévő barátságot is veszélybe sodorja. |            |                               |                   |          |
| 4 | „Liv”      | Liv Malone                    | 2011. február 17. | 41       |
| Mini a bandához áll át, hogy Livtől minél hamarabb megszabaduljon, aki még mindig Nick-kel kavar. Később Liv összejön egy sráccal Matty-vel, akivel eljárnak csavarogni, és egy bevásárlóközpontba is elnéznek, ahol Livet megtámadják. Matty megveri a bolt tulaját, ellopja a megfigyelő kamera felvételeit, és a pénztárgépet is feltöri, majd elszaladnak. Matty és Liv egy klub tetején szeretkeznek, majd Livhez hazamennek és együtt töltik a napjukat. Amikor megérkeznek Liv házába kiderül, hogy Nick és Matty édestestvérek. Ezzel Liv szerelmi viszonyaira is fény derül, mely örökre megváltoztatja a Mini és a közte lévő barátságot. |            |                               |                   |          |
| 5 | „Nick”     | Nick Levan                    | 2011. február 24. | 42       |
| Nick az iskola sztárja és úgy tűnik mindene megvan. De Matty felbukkanása felzaklatja. Nick barátai könnyen befogadják Matty-t és a régi sérelmek újra előtérbe kerülnek Nick életében. Nick rájön, hogy minden, amit eddig elért és akart - az édesapjának megfelelés, a rögbi sikerei - az eddigi életének megrontói voltak. |            |                               |                   |          |
| 6 | „Alo”      | Aloysius Creevey              | 2011. március 3.  | 43       |
| Alo torkig van már az unalmas vidéki életével és elhatározza, hogy elmegy a városba partizni és csajozni. Eközben a szülei viszont a viselkedésével nem értenek egyet, ezért kiveszik őt az iskolából, hogy a farmhoz kössék az életét. Alo viszont lázong és bulit szervez otthon, melynek során az egész farmot felforgatják. Úgy gondolja, hogy ezek után a szülei nem fogják tovább zaklatni, de mikor az édesapja kórházba kerül, rájön, hogy ideje most már felnőnie. |            |                               |                   |          |
| 7 | „Grace”    | Grace Violet                  | 2011. március 10. | 44       |
| Grace a tündérmesékben és a boldog befejezésekben hisz, de mikor Rich találkozik Grace édesapjával a dolgok megváltoznak. Az édesapja megzsarolja, hogy a Mayberry Leányiskolába küldi, ha a jegyei rosszabbodnak. Gracenek sikeresen kell teljesítenie a dráma vizsgáját, de a banda tagjaival lévő kapcsolata miatt erre kevés esélyt lát. Mikor Gracenek sikerül helyreállítania a dolgokat, és sikeres dráma vizsgát tesz, az édesapja szavát megszegve elküldi a Mayberrybe így is. Azonban Rich megmenti a lányt, felmászik a szobájába az ablakon keresztül és megkéri a lány kezét.                                                         |            |                               |                   |          |
| 8 | „Everyone” | Mindenki                      | 2011. március 17. | 45       |
| Eljött Rich és Grace esküvőjének napja, és a banda együtt tart a boldog ifjú pár esküvőjére. De Alo - mint kinevezett vőfély - szokásához híven bajba keveredik, melynek következtében a banda szétválik Somerset erdeiben. A kérdés az, hogy vajon mindenki odaér időben a templomba, és végül megmarad a barátság köztük? |            |                               |                   |          |

## Hatodik évad (2012)
| # | Cím              | Az epizódra jellemző szereplő        | Első vetítés      | # Epizód |
| --- | ---------------- | ------------------------------------ | ----------------- | -------- |
| 1 | „Everyone”       | Mindenki                             | 2012. január 23.  | 46       |
| Hőseink Marokkóba mentek nyaralni, Rich, Gracy, Matty és Frankie később csatlakoznak a csapathoz. Richet és Gracy-t a reptérről szedik össze. Matty és Frankie összevesznek, az oda út alatt, mivel ők Tunéziából jönnek. Probléma, hogy Matty sok béke galambot engedett szabadjára az autó út alatt. Távolból zenét hallanak. Kiderül, hogy mások is a közelben nyaralnak. Frankie az egyikkel tölti az estét Lukekal. |                  |                                      |                   |          |
| 2 | „Rich”           | Rich Hardbeck                        | 2012. január 30.  | 47       |
| |                  |                                      |                   |          |
| 3 | „Alex”           | Alex Henley                          | 2012. február 6.  | 48       |
| |                  |                                      |                   |          |
| 4 | „Franky”         | Franky Fitzgerald                    | 2012. február 13. | 49       |
| |                  |                                      |                   |          |
| 5 | „Mini”           | Mini McGuinness                      | 2012. február 20. | 50       |
| |                  |                                      |                   |          |
| 6 | „Nick”           | Nick Levan                           | 2012. február 27. | 51       |
| |                  |                                      |                   |          |
| 7 | „Alo”            | Alo Creevey                          | 2012. március 5.  | 52       |
| |                  |                                      |                   |          |
| 8 | „Liv”            | Liv Malone                           | 2012. március 12. | 53       |
| |                  |                                      |                   |          |
| 8 | „Mini és Franky” | Mini McGuinness és Franky Fitzgerald | 2012. március 19. | 54       |
| |                  |                                      |                   |          |
| 8 | „Finálé”         | Mindenki                             | 2012. március 26. | 55       |
| |                  |                                      |                   |          |

## Hetedik évad (2013)
| # | Cím                          | Az epizódra jellemző szereplő | Első vetítés       | # Epizód |
| - | ---------------------------- | ----------------------------- | ------------------ | -------- |
| 1 | „Skins Tűz 1. rész”          | Elizabeth Stonem              | 2013. július 1.    | 56       |
|   |                              |                               |                    |          |
| 2 | „Skins Tűz 2. rész”          | Elizabeth Stonem              | 2013. július 8.    | 57       |
|   |                              |                               |                    |          |
| 3 | „Skins Megtisztulás 1. rész” | Cassie Ainsworth              | 2013. július 15.   | 58       |
|   |                              |                               |                    |          |
| 4 | „Skins Megtisztulás 2. rész” | Cassie Ainsworth              | 2013. július 22.   | 59       |
|   |                              |                               |                    |          |
| 5 | „Skins Felemelkedés 1. rész” | James Cook                    | 2013. július 29.   | 60       |
|   |                              |                               |                    |          |
| 6 | „Skins Felemelkedés 2. rész” | James Cook                    | 2013. augusztus 5. | 61       |
|   |                              |                               |                    |          |